# Бред Джонс (футболіст)
Бре́длі Скотт Джонс (англ. Bradley Scott Jones), відоміший як Бред Джонс (англ. Brad Jones; нар. 19 березня 1982 року, Перт, Австралія) — австралійський футболіст, воротар клубу «Перт Глорі».

## Кар'єра

### «Мідлсбро»
Джонс народився в Західній Австралії. Там же він підписав контракт з місцевим клубом «Бейсвотер Сіті». У 1999 році Джонса запросили в англійський «Мідлсбро», за молодіжну команду якого він став виступати. 26 березня 1999 він підписав з «Боро» професійний контракт. Бред був частиною молодіжної команди «Боро», яка дійшла до півфіналу молодіжного кубка Англії в 2000 році, де програла «Арсеналу», майбутньому володарю трофея. В основній команді вже стояв у воротах співвітчизник Джонса Марк Шварцер, тому вибратися з-за спини такого майстра для молодого воротаря було надважким завданням і він здавався в оренду в ірландський «Шелбурн», де провів першу половину сезону 2001/02, дебютувавши на професійному рівні 5 жовтня в матчі проти «Богеміана», в якому пропустив чотири м'ячі, втім його команда все ж перемогла 6:4.
У січні 2002 року Джонс опинився в першій команді «Боро» і відразу ж відправився з командою на матч проти «Фулгема». Незважаючи на те, що він не брав участі в матчах першої команди, він залишався регулярним запасним воротарем протягом чотирьох матчів. У нього склалися хороші відносини з тодішнім тренером воротарів Полом Берроном і головним тренером Стівом Маклареном. Втім за основну команду Джонс знову такі не дебютував і згодом був відданий в оренду в «Стокпорт Каунті».
У сезоні 2003/04 він був єдиним запасним воротарем клубу через відсутність основного резервного голкіпера Карло Неша. Дебютною грою Джонса став матч кубка Англії проти «Ноттс Каунті». Основний воротар клубу — Марк Шварцер — травмувався, і Бред зберіг місце в воротах на матч Прем'єр-Ліги проти «Фулгема», який завершився перемогою «Міддлсбро» з рахунком 2-1. Ці два матчі так і залишились єдиним для воротаря у тому сезоні, оскільки в подальшому знову грав в оренді в клубах «Ротергем Юнайтед» та «Блекпул».
У сезоні 2005/06 Джонс отримав більше ігрової практики, він взяв участь в декількох матчах Кубка УЄФА, а також в 9 іграх Прем'єр-ліги. Особливо вдалою видалася гра з «Манчестер Юнайтед», коли Бред відстояв на нуль, до того ж парирувавши пенальті від Руда ван Ністелроя. В кінці сезону 2005/06, коли Бред повернувся «на батьківщину», Шварцер отримав чергове пошкодження, і Джонс знову став основним голкіпером. Протягом того сезону Бред провів 4 гри в Кубку УЄФА, включаючи тріумфальний півфінальний матч зі «Стяуа».
Втім, у Джонса не вийшло витиснути з воріт Шварцера, і в серпні 2006 року він знову відправився в оренду, на цей раз в «Шеффілд Венсдей». Після хорошого старту, в подальшому Джонс став демонструвати невпевнену гру, заробивши, зокрема, пенальті і видалення в матчі з «Лідсом». Кульмінацією став матч проти «Квінз Парк Рейнджерс», коли австралійського голкіпера закидали монетами власні вболівальники «Венсдей». Всього у складі «Сов» Бредлі провів 15 ігор у Чемпіоншипі за три місяці. Повернувшись з оренди, Джонс епізодично виступав за «Мідлсбро» в сезонах 2006/07 і 2007/08, провівши в сумі 7 ігор у всіх змаганнях.
Влітку 2008 року Шварцер перейшов у «Фулгем». Джонс виграв конкуренцію у Росса Тернбулла і зайняв місце у воротах в першій грі сезону проти «Тоттенгем Готспур». Але вже в другому матчі «Міддлсбро», який проходив на «Енфілді», Бред сильно пошкодив палець на розминці і втратив місце в воротах. У підсумку, Бред повернувся тільки до січня 2009 року. Однак відразу після повернення Джонс зайняв місце у воротах. У січні 2009 року він підписав новий трирічний контракт, втім врятувати команду від вильоту у сезоні 2008/09 не зумів.
Через травму, отриману влітку 2009 року, Бред пропустив початок сезону. У той же час новачок Боро Денні Койн непогано себе проявляв, і Джонсу довелося почекати, перш ніж він став першим номером команди під керівництвом Гордона Стракана, після того як Койн пропустив 5 м'ячів у матчі проти «Вест-Бромвіч Альбіон».

#### «Ліверпуль»
17 серпня 2011 року за 2,3 млн фунтів стерлінгів був проданий до «Ліверпуля». Важливу роль в переході австралійця зіграв той факт, що відповідно до нових правил Прем'єр-ліги Джонс вважався доморощеним гравцем. Після відходу Дієго Кавальєрі в кінці серпня Джонс отримав в команді перший номер, втім основним воротарем не був.

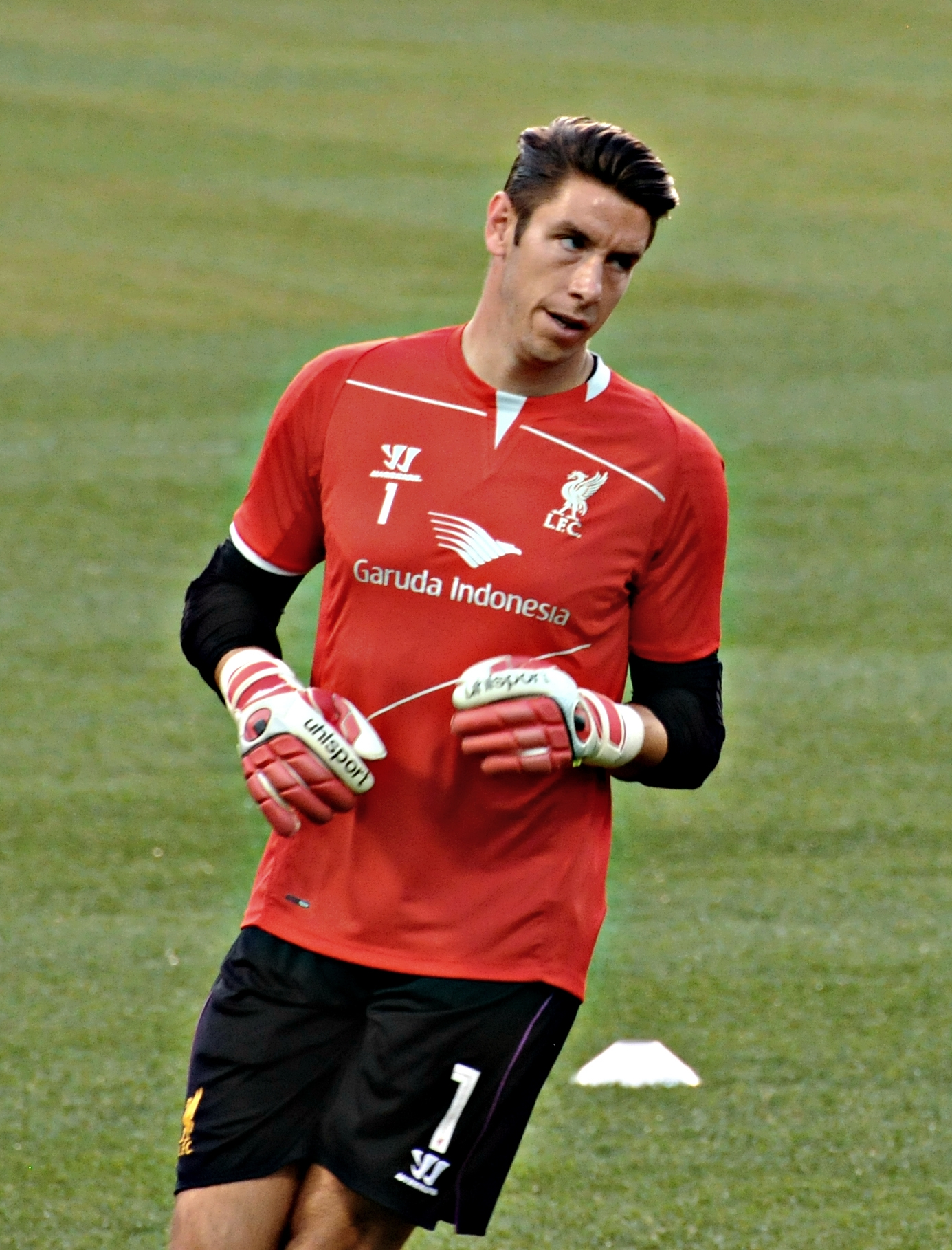
Бред Джонс під час виступів за «Ліверпуль». 2014 рік.

Дебютував за «Ліверпуль» Джонс в матчі третього раунду Кубка ліги 23 вересня проти «Нортемптона» — гра закінчилася 2: 2 в основний час, а потім мерсисайдці програли по пенальті. Другий раз він з'явився на полі 15 грудня в матчі Ліги Європи проти голландського «Утрехта». З 24 березня по 7 травня 2011 року голкіпер перебував у короткостроковій оренді в «Дербі Каунті». У 7 матчах за «баранів» Джонс пропустив 15 голів.
У сезоні 2011/12 Джонсу підкорилося унікальне досягнення. 10 квітня 2012 року він втретє вийшов на поле за «Ліверпуль», на цей раз в Прем'єр-лізі проти «Блекберн Роверз» — на 26 хвилині він вийшов замість Джона Фленагана, після того як воротар команди Доні отримав червону картку. У грі одразу після виходу воротар відбив пенальті від Якубу Аєгбені і здобути перемогу 3:2. Четвертим матчем Джонса за «червоних» став 14 квітня півфінал Кубка Англії проти «Евертона» (2:1), оскільки Доні був дискваліфікований за червону картку, отриману чотирма днями раніше. Таким чином Джонс став першим гравцем в історії «Ліверпуля», який в перших своїх чотирьох матчах за клуб дебютував в чотирьох різних турнірах.
Травма основного воротаря Пепе Рейни на початку сезону 2012/13 надала Джонсу можливість ще раз проявити себе в першій команді. Згодом в грудні 2012 року гравець підписав новий контракт з клубом.
Через рік на місце Рейни, що пішов в «Баварію», в Ліверпуль прийшов Сімон Міньйоле, що означало закріплення за австралійцем місця запасного воротаря. У першому сезоні бельгійця Бред провів лише три матчі в кубку Англії. У сезоні 2014/15, останньому для Джонса в складі «Ліверпуля», австралієць отримав шанс зайняти місце в основі, оскільки Міньйоле часто допускав помилки у матчах. Джонс зіграв у п'яти матчах чемпіонату, в одному з яких отримав травму, яка вибила його з ладу. До кінця року він записав на свій рахунок ще два матчі в Кубку ліги. 10 червня 2015 року було оголошено, що «Ліверпуль» розриває з Джонсом контракт. Всього за п'ять сезонів з «червоними» Джонс зіграв в 27 матчах (11 з них — в Прем'єр-лізі).
У серпні Бред підписав однорічний контракт з «Бредфорд Сіті», втім провівши за клуб лише три матчі вже 27 жовтня 2015 року угоду було розірвано за взаємною згодою.

### Виступи у Нідерландах
5 січня 2016 року Джонс приєднався до голландського клубу «Неймеген», підписавши 6-місячну угоду. Після сильного сезону, в якому у 17 матчах він провів 4 «сухих» гри, незважаючи на те, що клуб хотів утримати Джонса, 3 червня 2016 року він покинув «Неймеген» на користь пропозицій від інших команд.
7 липня 2016 року Джонс приєднався одного з грандів місцевого футболу «Феєнорда», підписавши угоду на один рік. Дебютував 7 серпня 2016 року у матчі проти «Гронінгена» (5:0). У лютому 2017 року Джонс провів свій 14-й сухий матч у сезоні, ставши першим воротарем Феєнорда, якому вдалося це досягнення з часів Еда де Гуя двадцять років тому. Незважаючи на повернення основного воротаря Кеннета Вермера, хороша форма Джонса дозволила йому зберегти місце в основі на решту сезону 2016/17. За сезон Джонс провів 17 «сухих» матчів і допоміг клубу виграти чемпіонство вперше за 18 років.
22 травня 2017 року Джонс підписав новий дворічний контракт з клубом і вже наступного сезону допоміг клубу виграти Кубок та Суперкубок Нідерландів, будучи основним воротарем команди. Станом на 27 червня 2018 року відіграв за команду з Роттердама 63 матчі в національному чемпіонаті.[джерело?]

## Виступи за збірні
Протягом 2001—2004 років залучався до складу молодіжної збірної Австралії. На молодіжному рівні зіграв у 7 офіційних матчах, пропустив 2 голи. У складі збірної Австралії U-20 він брав участь в Східно-Азійських іграх в Осаці. Також Джонс грав за команду U-23 на Олімпіаді-2004 в Афінах, і допоміг своїй команді досягти чвертьфіналу.
У складі національної збірної Австралії був у заявці на переможному домашньому Кубку націй ОФК 2004 року, однак за збірну довго не міг дебютувати і після того як не потрапив у заявку на чемпіонат світу 2006 року, заявив, що розглядатиме можливість виступу за збірну Англії або Франції, оскільки сам Джонс має англійське громадянство, а його дружина — французьке.
Втім 2 червня 2007 року в матчі проти збірної Уругваю Бред все ж дебютував у збірній Австралії. За рахунку 1:1 Джонс невдало вийшов на перехоплення навісу і пропустив м'яч між рук, дозволивши Альваро Рекобі забити переможний гол. Наступного місяця поїхав як резервний воротар на Кубок Азії 2007 року, але на поле не виходив. Надалі Джонс продовжував викликатися в збірну Австралії, однак до травня 2010 року так і не провів за неї свою другу гру.
Зігравши 24 травня 2010 року свою другу гру зі збірну, він потрапив до складу збірної на чемпіонат світу 2010 року, проте перед початком турніру покинув стан збірної через важку хворобу сина. Замість Джонса австралійці заявили Юджина Галековича. Натомість на початку наступного року знову як запасний воротар поїхав на Кубок Азії 2011 року у Катарі, де разом з командою здобув «срібло».
Під час роботи головним тренером Анге Постекоглу Джонс перестав потрапляти до складу збірної, зігравши за весь час лише половину товариського матчу проти Еквадору (3:4). Лише після приходу нового головного тренера Берта ван Марвейка на початку 2018 року Джонс повернутися до національної команди і у травні потрапив у заявку команди на чемпіонат світу 2018 року у Росії. Втім і на цьому турнірі Бред не зіграв жодної хвилини.

## Статистика виступів

### Статистика клубних виступів
| Сезон                 | Команда               | Чемпіонат             | Чемпіонат | Чемпіонат | Національний кубок | Національний кубок | Національний кубок | Континентальні кубки | Континентальні кубки | Континентальні кубки | Інші змагання | Інші змагання | Інші змагання | Усього | Усього |
| Сезон                 | Команда               | Ліга                  | Ігор      | Голів     | Ліга               | Ігор               | Голів              | Ліга                 | Ігор                 | Голів                | Ліга          | Ігор          | Голів         | Ігор   | Голів  |
| --------------------- | --------------------- | --------------------- | --------- | --------- | ------------------ | ------------------ | ------------------ | -------------------- | -------------------- | -------------------- | ------------- | ------------- | ------------- | ------ | ------ |
| 2003–04               | «Блекпул»             | 1Л (ІІІ)              | 5         | -2        | КА+КЛ              | 0                  | -0                 | -                    | -                    | -                    | ТФЛ           | 2             | -0            | 7      | -2     |
| 2003–04               | «Мідлсбро»            | ПЛ                    | 1         | -1        | КА+КЛ              | 1+0                | -0                 | -                    | -                    | -                    | -             | -             | -             | 2      | -1     |
| 2004–05               | «Блекпул»             | 1Л (ІІІ)              | 12        | -11       | КА+КЛ              | 0                  | -0                 | -                    | -                    | -                    | ТФЛ           | 0             | -0            | 12     | -11    |
| Усього за «Блекпул»   | Усього за «Блекпул»   | Усього за «Блекпул»   | 17        | -13       |                    | 0                  | -0                 |                      | -                    | -                    |               | 2             | -0            | 19     | -13    |
| 2004–05               | «Мідлсбро»            | ПЛ                    | 5         | -3        | КА+КЛ              | 0                  | -0                 | КУЄФА                | 0                    | -0                   | -             | -             | -             | 5      | -3     |
| 2005–06               | «Мідлсбро»            | ПЛ                    | 9         | -18       | КА+КЛ              | 3+0                | -4                 | КУЄФА                | 4                    | -2                   | -             | -             | -             | 16     | -24    |
| 2006–07               | «Шеффілд Венсдей»     | Ч (ІІ)                | 15        | –         | КА+КЛ              | 0                  | -0                 | -                    | -                    | -                    | -             | -             | -             | 15     | –      |
| 2006–07               | «Мідлсбро»            | ПЛ                    | 2         | -1        | КА+КЛ              | 2+0                | -2                 | -                    | -                    | -                    | -             | -             | -             | 4      | -3     |
| 2007–08               | «Мідлсбро»            | ПЛ                    | 1         | -3        | КА+КЛ              | 0+2                | -2                 | -                    | -                    | -                    | -             | -             | -             | 3      | -5     |
| 2008–09               | «Мідлсбро»            | ПЛ                    | 16        | -23       | КА+КЛ              | 5+1                | -5 + -3            | -                    | -                    | -                    | -             | -             | -             | 22     | -31    |
| 2009–10               | «Мідлсбро»            | Ч (ІІ)                | 24        | -26       | КА+КЛ              | 0                  | -0                 | -                    | -                    | -                    | -             | -             | -             | 24     | -26    |
| Усього за «Мідлсбро»  | Усього за «Мідлсбро»  | Усього за «Мідлсбро»  | 58        | -75       |                    | 13                 | -16                |                      | -                    | -                    |               | -             | -             | 71     | -91    |
| 2010–11               | «Ліверпуль»           | ПЛ                    | 0         | -0        | КА+КЛ              | 0+1                | -2                 | ЛЄ                   | 1                    | -0                   | -             | -             | -             | 2      | -2     |
| 2010–11               | «Дербі Каунті»        | Ч (ІІ)                | 7         | -16       | КА+КЛ              | -                  | -                  | -                    | -                    | -                    | -             | -             | -             | 7      | -16    |
| 2011–12               | «Ліверпуль»           | ПЛ                    | 1         | -2        | КА+КЛ              | 1+0                | -1                 | -                    | -                    | -                    | -             | -             | -             | 2      | -3     |
| 2012–13               | «Ліверпуль»           | ПЛ                    | 7         | -9        | КА+КЛ              | 2+2                | -4 + -4            | ЛЄ                   | 4                    | -4                   | -             | -             | -             | 15     | -21    |
| 2013–14               | «Ліверпуль»           | ПЛ                    | 0         | -0        | КА+КЛ              | 3+0                | -2                 | -                    | -                    | -                    | -             | -             | -             | 3      | -2     |
| 2014–15               | «Ліверпуль»           | ПЛ                    | 3         | -5        | КА+КЛ              | 0+2                | -2                 | ЛЧ+ЛЄ                | 0                    | -0                   | -             | -             | -             | 5      | -7     |
| Усього за «Ліверпуль» | Усього за «Ліверпуль» | Усього за «Ліверпуль» | 11        | -16       |                    | 11                 | -15                |                      | 5                    | -4                   |               | -             | -             | 27     | -35    |
| 2015–16               | «Бредфорд Сіті»       | 1Л (ІІІ)              | 3         | -6        | КА+КЛ              | 0                  | -0                 | -                    | -                    | -                    | -             | -             | -             | 3      | -6     |
| 2015–16               | «Неймеген»            | E                     | 8         | -10       | КН                 | 0                  | -0                 | -                    | -                    | -                    | -             | -             | -             | 8      | -10    |
| Усього за кар'єру     | Усього за кар'єру     | Усього за кар'єру     | 119       | -155      |                    | 24                 | -31                |                      | 5                    | -4                   |               | 2             | -0            | 150    | –0     |

### Статистика виступів за збірну
| Дата      | Місто    | Господарі | Результат | Гості         | Турнір           | Голи | Примітки |
| --------- | -------- | --------- | --------- | ------------- | ---------------- | ---- | -------- |
| 2-6-2007  | Сідней   | Австралія | 1 – 2     | Уругвай       | товариський матч | -2   |          |
| 24-5-2010 | Мельбурн | Австралія | 2 – 1     | Нова Зеландія | товариський матч | -    | 46'      |
| 5-1-2011  | Ель-Айн  | ОАЕ       | 0 – 0     | Австралія     | товариський матч | -    | 46'      |
| 5-3-2014  | Лондон   | Австралія | 3 – 4     | Еквадор       | товариський матч | -3   | 60'      |
| 27-3-2018 | Лондон   | Колумбія  | 0 – 0     | Австралія     | товариський матч | -    | 46'      |
| 9-6-2018  | Будапешт | Угорщина  | 1 – 2     | Австралія     | товариський матч | -1   | 46'      |
| Усього    |          | Матчів    | 6         |               | Голів            | -6   |          |

## Титули і досягнення
- Володар Кубка Футбольної ліги (1):

«Мідлсбро»: 2003-04
- Чемпіон Нідерландів (1):

«Феєнорд»: 2016-17
- Володар Кубка Нідерландів (1):

«Феєнорд»: 2017-18
- Володар Суперкубка Нідерландів (1):

«Феєнорд»: 2017
- Чемпіон Саудівської Аравії (1):

«Ан-Наср»: 2018-19
- Володар Суперкубка Саудівської Аравії (2):

«Ан-Наср»: 2019, 2020
Збірні
- Володар Кубка націй ОФК: 2004
- Фіналіст Кубка УЄФА: 2006
- Фіналіст Кубка Азії: 2011

## Особисте життя
18 листопада 2011 року після багаторічної битви з лейкемією у віці 5 років помер син Бреда Джонса Лука. Гравці «Ліверпуля» одягли чорні пов'язки як знак поваги у своїй наступній грі проти «Челсі» (2:1); його старі товариші по «Мідлсбро» також носили пов'язки в знак поваги.
У липні 2015 року Джонс одружився зі своєю дівчиною Дані Роуз Лоуренс, у замку Пекфортон, Чешир, з якою давно мав відносини. У них є двоє дітей, син Ніко, що народився в квітні 2012 року, та донька Ромі, що народилася в січні 2014 року.